# Barnakontyos cinege
A barnakontyos cinege (Lophophanes dichrous) a verébalakúak (Passeriformes) rendjébe, ezen belül a cinegefélék (Paridae) családjába tartozó 12 centiméter hosszú madárfaj.

## Előfordulása
Bhután, Kína, Pakisztán, India, Mianmar és Nepál trópusi, szubtrópusi, mérsékelt övi nedves hegyi erdőiben él, 2400-4200 méteres tengerszint feletti magasságokban. Télen a magas hegyekből alacsonyabb vidékekre költözik (az alsó határ 2000 méter tengerszint feletti). Többnyire rovarokat fogyaszt. Faodúkban fészkel, a földtől 3-7 méteres magasságban. A pár felváltva költi ki a 4-5 tojást, a költési időszak áprilistól júniusig tart.

### Alfajai
- L. d. dichroides (Przevalski, 1876) - Kína középső részén;
- L. d. dichrous (Blyth, 1845) - a Himalája középső és keleti részétől Kína délnyugati részéig;
- L. d. kangrae (Whistler, 1932) - a Himalája északnyugati részén;
- L. d. wellsi (Stuart Baker, 1917) - dél-Kína, Északkelet-Mianmar.